# Клачевица
Клачевица је насеље у Србији у општини Параћин у Поморавском округу. Према попису из 2022. било је 468 становника.
Овде се налазе Запис Миленковића орах (Клачевица), Запис клен код чесме (Клачевица) и Запис Стефановића крушка (Клачевица).

## Демографија
У насељу Клачевица живи 473 пунолетна становника, а просечна старост становништва износи 42,0 година (40,2 код мушкараца и 43,9 код жена). У насељу има 142 домаћинства, а просечан број чланова по домаћинству је 4,23.
Ово насеље је великим делом насељено Србима (према попису из 2002. године), а у последња три пописа, примећен је пад у броју становника.
|  |

| Демографија | Демографија | Демографија |
| Година      | Становника  | Становника  |
| ----------- | ----------- | ----------- |
| 1948.       | 783         |             |
| 1953.       | 791         |             |
| 1961.       | 808         |             |
| 1971.       | 795         |             |
| 1981.       | 704         |             |
| 1991.       | 667         | 654         |
| 2002.       | 600         | 627         |

| Етнички састав према попису из 2002.‍ | Етнички састав према попису из 2002.‍ | Етнички састав према попису из 2002.‍ | Етнички састав према попису из 2002.‍ | Етнички састав према попису из 2002.‍ |
| ------------------------------------ | ------------------------------------ | ------------------------------------ | ------------------------------------ | ------------------------------------ |
|                                      |                                      |                                      |                                      |                                      |
| Срби                                 | Срби                                 |                                      | 573                                  | 95,5%                                |
| непознато                            | непознато                            |                                      | 27                                   | 4,5%                                 |

| Година пописа     | 1948. | 1953. | 1961. | 1971. | 1981. | 1991. | 2002. |
| ----------------- | ----- | ----- | ----- | ----- | ----- | ----- | ----- |
| Број домаћинстава | 171   | 163   | 169   | 166   | 160   | 148   | 142   |

| Број чланова      | 1  | 2  | 3  | 4  | 5  | 6  | 7  | 8 | 9 | 10 и више | Просек |
| ----------------- | -- | -- | -- | -- | -- | -- | -- | - | - | --------- | ------ |
| Број домаћинстава | 19 | 24 | 16 | 18 | 23 | 18 | 10 | 8 | 4 | 2         | 4,23   |

| Пол    | Укупно | Неожењен/Неудата | Ожењен/Удата | Удовац/Удовица | Разведен/Разведена | Непознато |
| ------ | ------ | ---------------- | ------------ | -------------- | ------------------ | --------- |
| Мушки  | 246    | 51               | 170          | 20             | 5                  | 0         |
| Женски | 246    | 19               | 181          | 40             | 6                  | 0         |
| УКУПНО | 492    | 70               | 351          | 60             | 11                 | 0         |

| Пол    | Укупно                    | Пољопривреда, лов и шумарство | Рибарство                            | Вађење руде и камена | Прерађивачка индустрија       |
| ------ | ------------------------- | ----------------------------- | ------------------------------------ | -------------------- | ----------------------------- |
| Мушки  | 141                       | 25                            | 0                                    | 0                    | 44                            |
| Женски | 35                        | 14                            | 0                                    | 0                    | 8                             |
| УКУПНО | 176                       | 39                            | 0                                    | 0                    | 52                            |
| Пол    | Производња и снабдевање   | Грађевинарство                | Трговина                             | Хотели и ресторани   | Саобраћај, складиштење и везе |
| Мушки  | 0                         | 5                             | 25                                   | 4                    | 33                            |
| Женски | 0                         | 0                             | 7                                    | 1                    | 1                             |
| УКУПНО | 0                         | 5                             | 32                                   | 5                    | 34                            |
| Пол    | Финансијско посредовање   | Некретнине                    | Државна управа и одбрана             | Образовање           | Здравствени и социјални рад   |
| Мушки  | 0                         | 0                             | 1                                    | 1                    | 0                             |
| Женски | 0                         | 1                             | 0                                    | 0                    | 1                             |
| УКУПНО | 0                         | 1                             | 1                                    | 1                    | 1                             |
| Пол    | Остале услужне активности | Приватна домаћинства          | Екстериторијалне организације и тела | Непознато            | Непознато                     |
| Мушки  | 0                         | 0                             | 0                                    | 3                    | 3                             |
| Женски | 1                         | 0                             | 0                                    | 1                    | 1                             |
| УКУПНО | 1                         | 0                             | 0                                    | 4                    | 4                             |